# World Rugby Nations Cup 2019
La World Rugby Nations Cup 2019 fu la 14ª edizione della Nations Cup, competizione internazionale organizzata da World Rugby al fine di favorire la crescita delle federazioni di secondo livello tramite l'incontro con le nazionali A di quelle di primo livello.
Si svolse tra il 4 e il 15 giugno 2019 a Montevideo in Uruguay per la terza edizione consecutiva.
Il torneo 2019, concepito in ottica di confronto tra le squadre qualificate alla Coppa del Mondo 2019, vide ai nastri di partenza, oltre ai campioni panamericani uscenti argentini con un XV senza conferimento di presenza internazionale, le nazionali maggiori di Namibia, Russia e Uruguay.
Il trofeo fu vinto per la terza volta consecutiva dall'Uruguay ma fino all'ultimo incontro tre delle quattro le contendenti avevano la possibilità teorica di vincere il torneo perché ciascuna di esse vantava una vittoria e una sconfitta (sorprendenti, e imprevedibili, quelle della seconda giornata di Uruguay e Argentina rispettivamente contro Namibia e Russia).
Nell'ultima giornata l'Uruguay ebbe la meglio nel derby sudamericano contro l'Argentina XV per 28-15 e così mantenne il titolo già aggiudicatosi nelle due precedenti edizioni.

## Formula
Le quattro squadre si incontrano in un girone unico all'italiana in cui ciascuna incontra le altre tre.
La classifica finale è stilata secondo le regole di punteggio dell'emisfero sud, quindi 4 punti per la vittoria, 2 per il pareggio, 0 per la sconfitta più gli eventuali bonus per quattro mete realizzate e/o la sconfitta con sette o meno punti di scarto.

## Squadre partecipanti
- Argentina A (Argentina XV)
- Namibia
- Russia
- Uruguay

## Risultati

### 1ª giornata
| Arbitro: | Ben Whitehouse |

|                                                      |      |                                    |
| Montero 27’ tecnica 40’ Sbrocco 47’ Cordero 52’, 71’ | mt   | 18’ Nortje 32’ Mouton 42’ Greyling |
| Castiglioni 47’, 52’ Roger 71’                       | tr   | 32’, 42’ Loubser                   |
| Castiglioni 66’ Roger 79’                            | c.p. | 60’, 69’ Loubser                   |

| Arbitro: | Frank Murphy |

|                                                                               |      |                                      |
| Kessler 1’ Freitas 13’, 20’ Gaminara 34’ Civetta 55’ Magno 72’ Echeverría 78’ | mt   | 5’, 26’, 58’ Matveev 61’ Golosnickij |
| Favaro 1’, 20’, 34’, 55’, 72’                                                 | tr   | 5’ Kušnarëv 58’, 61’ Gajzin          |
| Favaro 40’                                                                    | c.p. |                                      |

### 2ª giornata
| Arbitro: | Francísco González |

|                                                                     |      |                                                              |
| Sbrocco 14’ Roger 15’ Ureta 26’ Montagner 52’ Cordero 58’, 62’, 72’ | mt   | 3’, 31’ Davydov 6’ Godljuk 34’, 39’ Golosnickij 43’ Garbuzov |
| Roger 14’, 26’, 52’, 58’, 62’                                       | tr   | 3’, 6’, 31’, 34’, 39’, 43’ Gajzin                            |
|                                                                     | c.p. | 12’, 76’ Gajzin                                              |

| Arbitro: | Ben Whitehouse |

|                                                 |      |                              |
| Villaseca 37’, 44’ Ardao Ferres 72’ Kessler 78’ | mt   | 21’, 26’ Venter 63’ Greyling |
| Favaro 37’, 44’, 72’, 78’                       | tr   | 21’, 26’, 63’ Loubser        |
|                                                 | c.p. | 10’, 43’, 80+6’ Loubser      |

### 3ª giornata
| Arbitro: | Francísco González |

|  |      |                        |
|  | mt   | 29’ Gadžiev 52’ Gresev |
|  | tr   | 29’, 52’ Kušnarëv      |
|  | c.p. | 6’, 32’ Kušnarëv       |

| Arbitro: | Frank Murphy |

|                                 |      |                             |
| Leindekar 7’ Kessler 40+7’, 44’ | mt   | 35’ Portillo 59’ Santa Cruz |
| Favaro 7’, 40+7’                | tr   | 35’ Roger                   |
| Favaro 20’, 28’, 75’            | c.p. | 18’ Roger                   |

## Classifica
|  | Squadre     | G | V | N | P | PF  | PS  | P±  | B | PT |
|  | ----------- | - | - | - | - | --- | --- | --- | - | -- |
|  | Uruguay     | 3 | 2 | 0 | 1 | 104 | 71  | +33 | 3 | 11 |
|  | Russia      | 3 | 2 | 0 | 1 | 94  | 88  | +6  | 2 | 10 |
|  | Argentina A | 3 | 1 | 0 | 2 | 94  | 101 | -7  | 2 | 6  |
|  | Namibia     | 3 | 1 | 0 | 2 | 55  | 87  | -32 | 0 | 4  |